# Normanby (Papouasie-Nouvelle-Guinée)
Normanby est une île de la province de Baie Milne en Papouasie-Nouvelle-Guinée.

## Géographie
Elle se trouve à l'est de la Nouvelle-Guinée, dans la mer des Salomon. Appartenant â l'archipel d'Entrecasteaux, elle est séparée de Fergusson par le détroit de Dawson.
Esa’ala est la ville principale de l'île. L'île a une superficie de 850 km2. Son sommet le plus haut est dans le Prevost range à 1 158 mètres d'altitude.

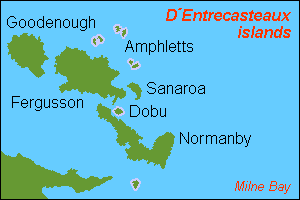
Carte de l'archipel d´Entrecasteaux et de l'île Normanby.